# Marc Bohan
Pour les articles homonymes, voir Bohan (homonymie).
Marc Bohan, né Roger Maurice Louis Bohan le 22 août 1926 à Paris et mort le 6 septembre 2023 à Châtillon-sur-Seine, est un grand couturier français ayant passé une trentaine d'années chez Dior.

## Biographie

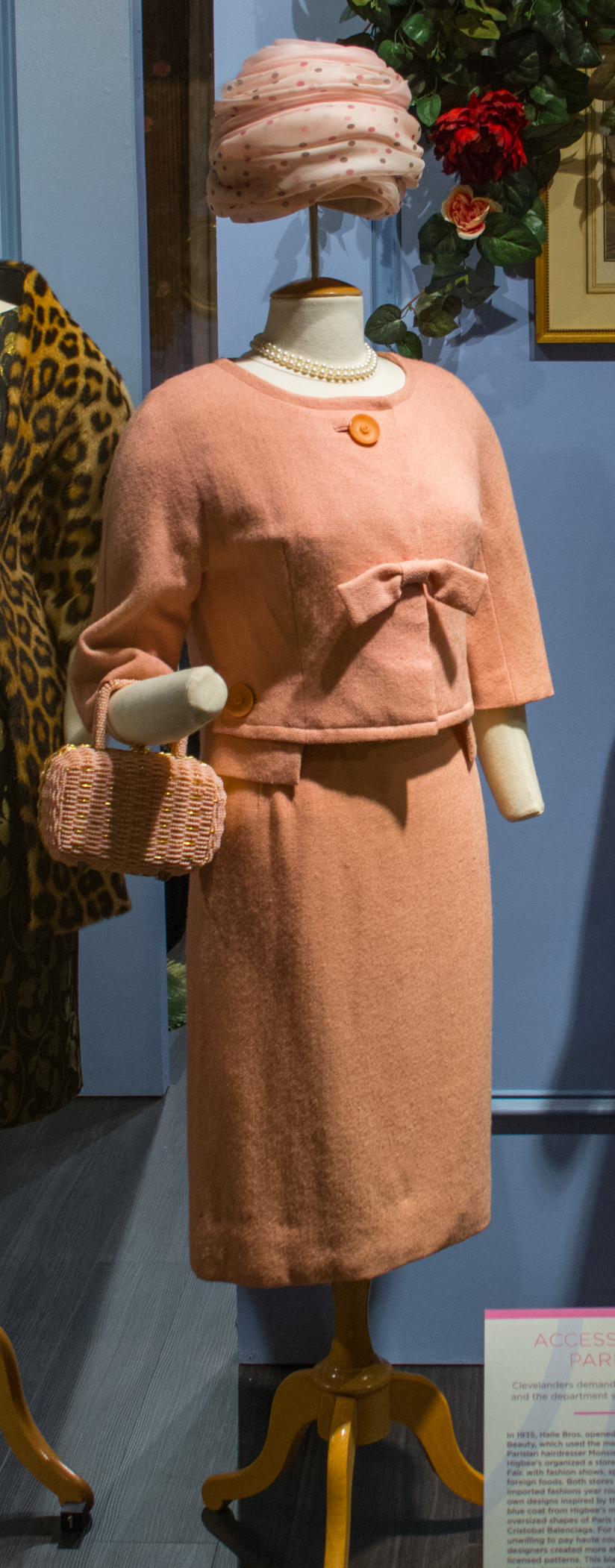
Tenue pour femme de Marc Bohan pour Jean Patou en 1955.

Après ses études secondaires au lycée Lakanal de Sceaux (Hauts-de-Seine) de 1940 à 1944, sa famille l'incite à suivre des cours pour être financier, études que Marc Bohan abandonne rapidement pour débuter chez Jean Patou puis devenir assistant-modéliste de Robert Piguet en 1946 jusqu'à ce qu'il parte effectuer son service militaire à Chambéry en 1948. 
Un an après, Piguet allant fermer sa maison de couture, il devient modéliste chez Edward Molyneux où il restera jusqu'en 1951. Il travaille l'année suivante pour Madeleine de Rauch, un bref passage, l'une des couturières « tendance » d'après-guerre, avant de faire un coup d'essai en 1953 en ouvrant sa propre maison de couture avenue George-V et en y présentant sa première collection. Bien que la première collection soit un succès,, il fermera rapidement sa maison à cause d'erreurs de gestion et retournera dans la maison de couture Jean Patou ; il est ensuite directeur artistique de celle-ci, de 1954 à 1957. Mais les héritiers de Patou sont trop prudents aux yeux de Marc Bohan, ce qui l'amène à regarder vers Dior. Alice Chavane de Dalmassy, journaliste à Elle, lui fait rencontrer le couturier alors en pleine gloire.

### Chez Christian Dior

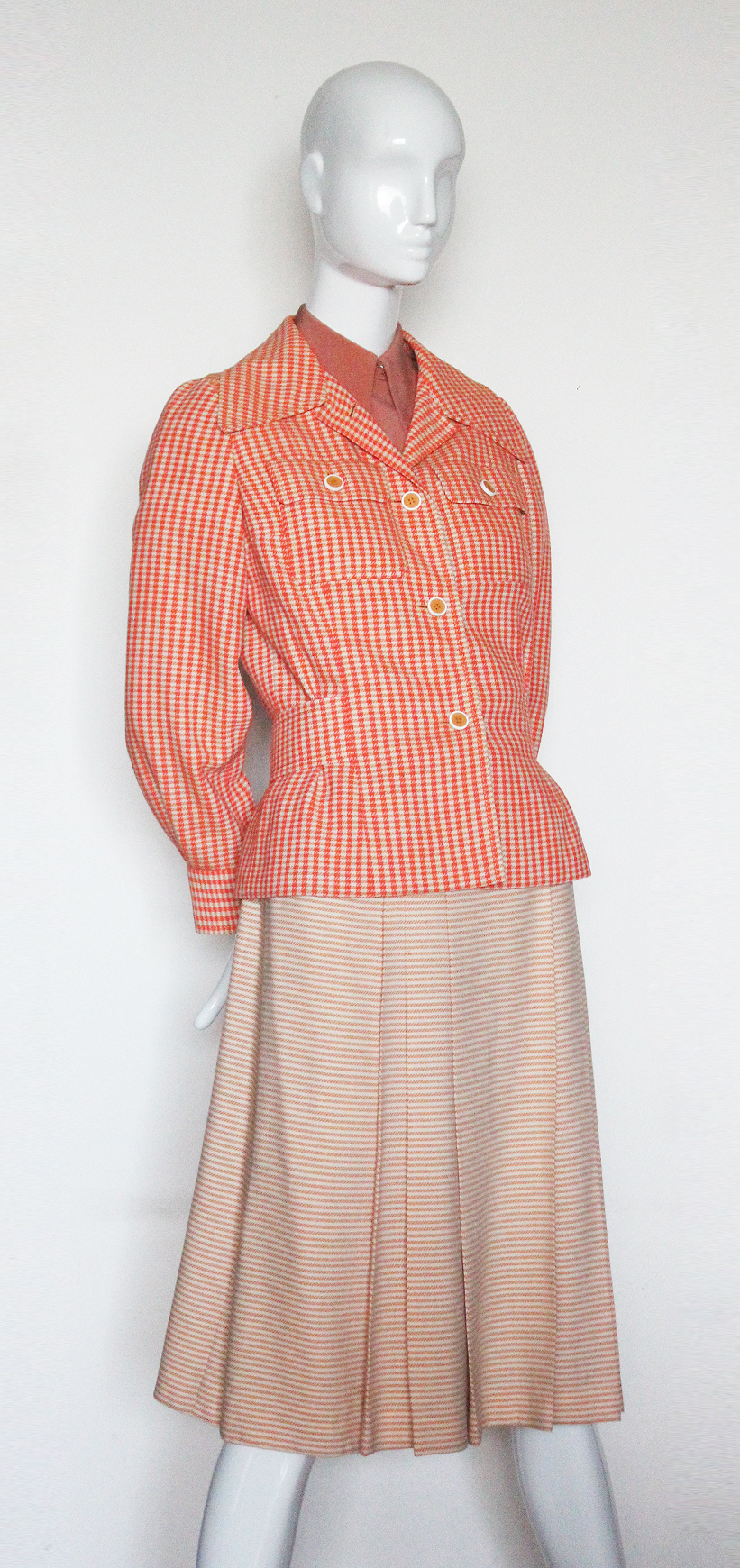
Tenue Printemps-Été 1973 de Marc Bohan pour Dior.

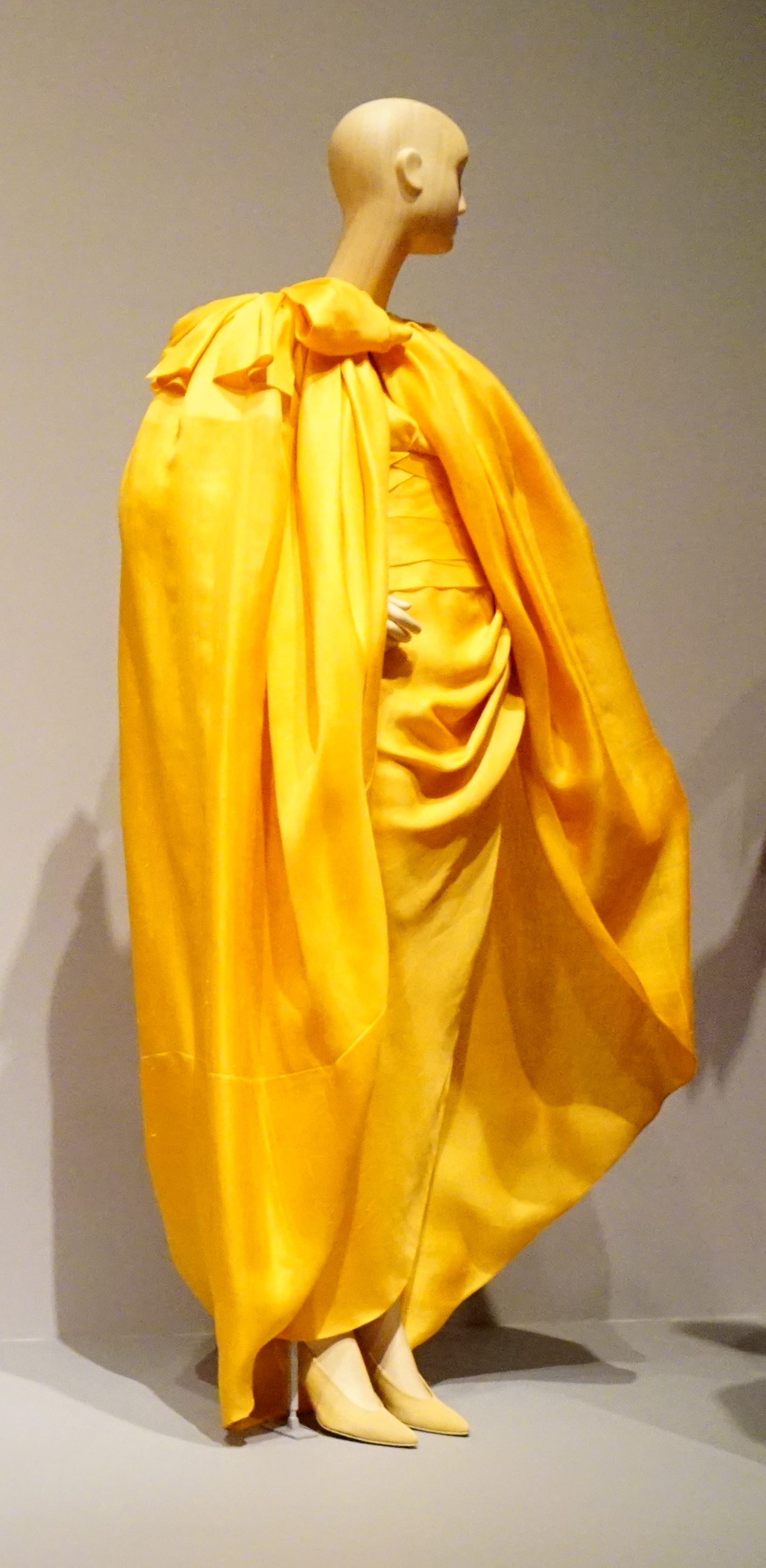
Robe de soirée et cape 1983.

Après une dernière collection Automne-Hiver chez Patou, Marc Bohan intègre à 31 ans la Maison Dior en 1957, avec pour première mission de remplacer le couturier pour les voyages et de mettre en place les contrats de licence. 
Après la mort de Christian Dior il reprend son métier de créateur dans la succursale londonienne de Dior où il sera directeur artistique du prêt-à-porter de la maison, et superviseur des créations de la filiale new-yorkaise jusqu'en 1959. Il quitte peu de temps Dior pour aller chez Revillon. 
Fin octobre 1960, il est convoqué par Marcel Boussac, le propriétaire de Dior, qui lui propose de prendre la place laissée libre par Yves Saint Laurent alors hospitalisé. 
Marc Bohan devient le directeur artistique de la haute couture. Dès le départ, il travaille avec son ami, Philippe Guibourgé, qui le suivra de nombreuses années. 
Début 1961, il présente la première d'une très longue série de collections haute couture et lance Baby Dior puis Christian Dior Monsieur peu après. Au cours des années, il sait s'adapter aux évolutions de la mode et de la haute couture qui verra arriver la nouvelle génération mais également à celles de l'entreprise : le manque de finances puis la chute de Marcel Boussac en 1978, la multiplication anarchique des produits Dior sous licence. 
Les années 1980 marquent une rupture pour Marc Bohan. En 1983, Marc Bohan reçoit son premier Dé d'or. 
Fin de l'année suivante, après plusieurs années de péripéties financières, Bernard Arnault prend la tête de l'entreprise sur les ruines du Groupe Boussac Saint-Frères. Le chef d'entreprises observera et maintiendra Marc Bohan à son poste. Celui-ci est récompensé d'un second Dé d'or en 1988 ; cette même année, il signe la dernière collection haute couture en juillet la cinquante-septième pour Dior. 
Il cède la place l'année suivante à l'un des représentants de la mode italienne, Gianfranco Ferré.

### Chez Norman Hartnell
En 1990, Marc Bohan devient directeur artistique de la maison londonienne Norman Hartnell (en), poste qu'il occupera jusqu'en 1992. À cette occasion, il habillera notamment plusieurs membres de la famille royale.

### Mort
Marc Bohan passe les dernières années de sa vie à Châtillon-sur-Seine en Côte-d'Or, où il meurt le 6 septembre 2023 à l'âge de 97 ans. Il est incinéré le 13 septembre dans cette ville, puis inhumé au cimetière communal,.

## Grandes créations chez Dior
- 1961 : Slim Look, sa première collection griffée Dior
- 1967 : Miss Dior, première ligne française de prêt-à-porter Dior, une création de son assistant Philippe Guibourgé[13] ; au départ de ce dernier, Marc Bohan reprendra la direction de la ligne[14].
- 1967 : Baby Dior, boutique pour enfants inaugurée par Grace de Monaco
- 1970 : Christian Dior Monsieur, ligne homme (devenue Dior Homme par la suite)

Chez Dior, durant trois décennies, il habille femmes de chefs d'État, de la noblesse et quelques têtes couronnées : Farah Diba, Jackie Kennedy, les princesses de Monaco (Grace, Caroline, et Stéphanie qui travailla un temps comme styliste à ses côtés), la reine Silvia de Suède, la duchesse de Windsor... 
Il vêtira également de nombreuses stars du cinéma aux Arts lyriques en passant par les arts de la scène : Isabelle Adjani, Brigitte Bardot, Maria Callas, Margot Fonteyn, Olivia de Havilland, Vivien Leigh, Michèle Morgan, Elizabeth Taylor, Sylvie Vartan, etc..

## Distinctions
- 1963 : Prix du styliste de l'année par le magazine Sports Illustrated
- 1963 : primé par le Schiffli Lace and Embroidery Institute
- Chevalier de la Légion d'honneur en 1973[17]
- 1979 : chevalier de l’ordre de Saint-Charles
- 1983 : Dé d’or pour sa collection haute couture Printemps-Été
- 1988 : Dé d’or pour sa collection haute couture Automne-Hiver 1988-1989

## Filmographie
- 1962 : Phaedra de Jules Dassin : lui-même
- 1963 : What's My Line?, série télévisée américaine de Paul Alter et Frank Satenstein : lui-même dans l'épisode diffusé le 28 août 1963

### Robes
- 1964 : La Femme de paille (Woman of Straw) de Basil Dearden : robe « Nuit Boréale » pour Gina Lollobrigida
- 1966 : Arabesque de Stanley Donen : robes pour Sophia Loren
- 1967 : La Comtesse de Hong-Kong (A Countess from Hong Kong) de Charlie Chaplin : robes pour Sophia Loren
- 1968 : Cérémonie secrète (Secret Ceremony) de Joseph Losey : robes pour Elizabeth Taylor
- 1970 : La Dame dans l'auto avec des lunettes et un fusil (The Lady in the Car with Glasses and a Gun) d'Anatole Litvak : robes pour Stéphane Audran et Samantha Eggar
- 1973 : Rude journée pour la reine de René Allio : robes « Beau mariage » et « Présidente » pour Simone Signoret
- 1982 : Tout feu, tout flamme de Jean-Paul Rappeneau : robes pour Isabelle Adjani
- 1983 : La Lune dans le caniveau de Jean-Jacques Beineix : robes pour Nastassja Kinski
- 1985 : Bras de fer de Gérard Vergez : reconstitution de modèles originaux créés par Christian Dior

## Théâtre
- 1963 : La Robe mauve de Valentine de Françoise Sagan, mise en scène d'Yves Robert, Théâtre des Ambassadeurs : robes de Danielle Darrieux
- 1965 : Après la chute d'Arthur Miller, mise en scène de Luchino Visconti, Théâtre du Gymnase Marie Bell : robes d'Annie Girardot